# Crassula tillaea
Crassula tillaea (Lest.-Garl., 1903), nota anche come erba grassa muscosa o Crassula di Tilli è una pianta succulenta appartenente alla famiglia delle Crassulaceae, una delle tre sole specie indigene del territorio italiano. Originaria del Bacino del Mediterraneo, della Macaronesia e dell'Europa Occidentale, a causa dell'uomo risulta oggi introdotta in un areale più ampio; anche oltreoceano, in California.
L'epiteto specifico è stato scelto in onore di Michelangelo Tilli (1655-1740), medico e botanico toscano alla corte di Cosimo III de' Medici, nonché curatore del Giardino dei Semplici a Pisa.

## Descrizione

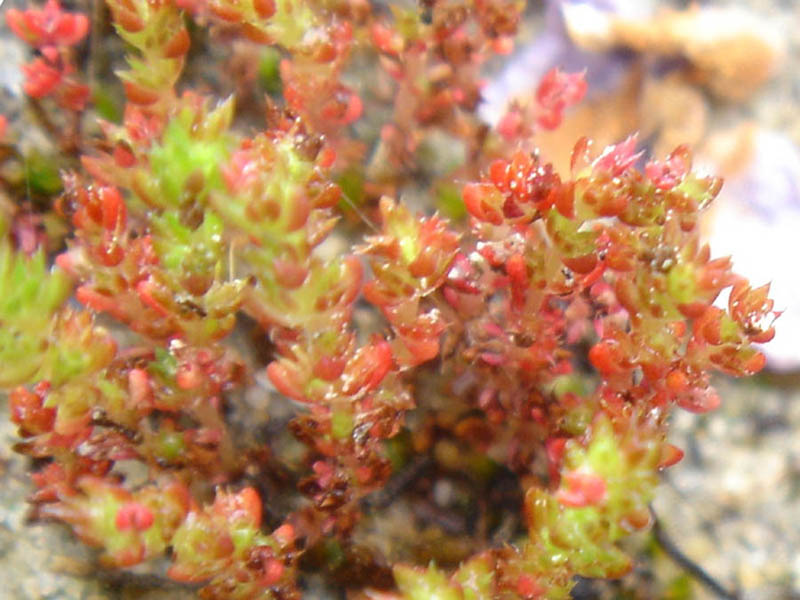
Dettaglio delle foglie di C. tillaea.

Pianta a carattere annuale, terofita, la si può trovare fino ad un'altitudine di 1000 metri sul livello del mare.
È una piccola pianta che raggiunge solo qualche centimetro d'altezza, con minuscole foglie triangolari lunghe pochi millimetri. Da giovane è di colore verde, diventando gradualmente arancione e poi rosso intenso a pianta matura.
Il periodo di fioritura va da gennaio a maggio, con fiori anch'essi di piccole dimensioni, circa due millimetri, di un colore che va dal bianco al rosso-rosa, mentre i frutti sono dei follicoli contenenti uno o due semi.
Come le altre specie appartenenti al genere Crassula, si riproduce per talea o per seme.